# Hundfrisbee

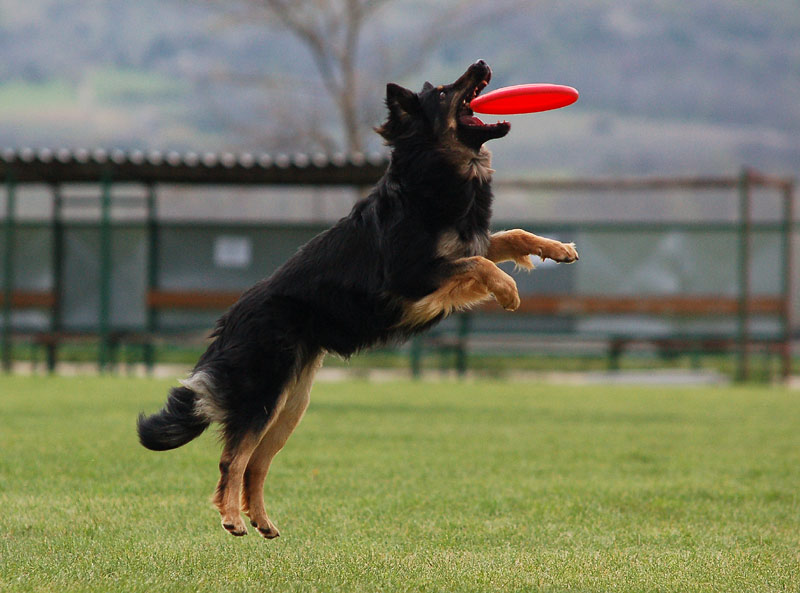
Hund med frisbee.

Hundfrisbee (eller disc dog) är en hundsport där hundar skall fånga en frisbee. Sporten uppstod i USA 1974 då en 19-årig collegestudent kastade frisbee med sin whippet under pausen på en basebollmatch. Det är en poängsport som finns i två grenar: distans och freestyle. Distans går ut på att hinna göra så många och långa kast som möjligt under begränsad tid, i denna gren används endast en frisbee som hunden alltså måste apportera. Freestyle är en uppvisningsgren där ekipagen blir poängbedömda för inlärda trick. I Europa finns hundfrisbeeorganisationer i Tyskland, Belgien och Tjeckien. I Sverige finns sporten som aktivering, uppvisning och kursverksamhet, samt med enskilda ekipage som tävlar.